# Эгина, Антонина Васильевна
Антони́на Васи́льевна Э́гина (16 июня 1910 — 2 мая 1978) — советский кинооператор-постановщик.

## Биография
Родилась 16 июня 1910 года. Окончила операторский факультет ВГИКа в 1935 году, после чего устроилась работать на киностудию «Мосфильм».
Туда на тот момент почти не брали женщин, но Эгиной посчастливилось попасть одной из немногих. Отработала в компании свыше 30-ти лет. Снимала работы как первым кинооператором, так и вторым в съемочной группе.
Ушла из жизни 2 мая 1978 года.

## Фильмография

### Работы
- 1941 — Боевой киносборник № 3 (Антоша Рыбкин)
- 1953 — Егор Булычев и другие (фильм-спектакль)
- 1955 — Гость с Кубани
- 1955 — Салтанат
- 1956 — Полюшко-поле
- 1958 — Человек человеку
- 1958 — Солдатское сердце
- 1960 — Первое свидание
- 1961 — Дуэль
- 1962 — Половодье
- 1965 — Мы, русский народ
- 1965 — Новогодний календарь
- 1968 — Папина жена (короткометражный)
- 1969 — Мистер-Твистер
- 1970 — Сердце России
- 1973 — Настенька (короткометражный)

## Издательства
- Валентина Иванова. Бакен Кыдыкеева. — Искусство, 1980. — 160 с.
- Нестандарт: Забытые эксперименты в советской культуре, 1934—1964 годы: Забытые эксперименты в советской культуре, 1934—1964 годы. — Новое Литературное Обозрение, 2020-02-25. — 925 с. — ISBN 978-5-4448-1467-3.
- Простор. — Казахское гос. изд-во худож. лит-ры, 2006-05. — 368 с.
- Natalija Cemodanova, International Federation of Film Archives. Soviet Union (from the Beginnings to 1991). — Saur, 1995. — 528 с. — ISBN 978-3-598-21441-7.
- Marina Goldovskaya. Woman with a Movie Camera: My Life as a Russian Filmmaker. — University of Texas Press, 2010-01-01. — 289 с. — ISBN 978-0-292-77896-2.
- James Monaco. The Movie Guide. — Perigee Books, 1992. — 1200 с. — ISBN 978-0-399-51780-8.